# Maddox Jolie-Pitt
Maddox Chivan Jolie-Pitt (* 5. August 2001 in Kambodscha) ist ein US-amerikanischer Kinderdarsteller und Executive Producer.

## Leben
Der 2001 in Kambodscha geborene Maddox Jolie-Pitt wurde im März 2002 von den Schauspielern Angelina Jolie und Billy Bob Thornton, die im Jahr 2000 geheiratet hatten, aus einem Waisenhaus in Phnom Penh adoptiert. Nach der Scheidung von Thornton im Jahr 2003 erhielt Jolie das alleinige Sorgerecht für Maddox. Im Jahr 2006 wurde er ebenfalls von Brad Pitt, dem damaligen Lebensgefährten von Jolie, adoptiert.
Sein Debüt als Schauspieler gab Maddox Jolie-Pitt 2013 in dem Film World War Z von Marc Forster, in dem er einen Zombie spielte. Später arbeitete er mit seiner Mutter gemeinsam an dem Drehbuch für den Film Der weite Weg der Hoffnung aus dem Jahr 2017 und ist auch einer der ausführenden Produzenten des Films.